# Clara Lemlich
Clara Lemlich Shavelson (Godorok, 28 maart 1886 – Los Angeles, 12 juli 1982) was een Oekraïens-Amerikaans syndicalist, feminist en vredesactivist. Als 23-jarige vrouw leidde ze de Uprising of the 20,000, een staking van vrouwelijke arbeiders in de New Yorkse textielfabrieken.

## Levensloop en werk
Clara Lemlich werd geboren in een joods gezin in het Oekraïense Godorok. Als tiener werd ze socialist. In 1903 verhuisde het gezin – na een pogrom in Kisjinev – naar de Verenigde Staten. Lemlich vond een baan in de sweatshops van New York, waar ze geconfronteerd werd met afschuwelijke werkomstandigheden. Ze werd actief in de International Ladies' Garment Workers' Union (ILGWU).
Met de ILGWU leidde Lemlich in 1909 de Uprising of the 20,000, een staking van voornamelijk joodse vrouwen in de textielfabrieken, en op dat moment de grootste staking door Amerikaanse vrouwen in de geschiedenis. Na de maandenlange staking, die resulteerde in hogere lonen en betere werkomstandigheden, werd Lemlich geweerd door de sector en verloor ze de steun van de conservatieve, mannelijke vakbondsleiding. Vervolgens zette Lemlich zich in voor het vrouwenkiesrecht. In die beweging botste ze met andere voorvechters, voornamelijk uit de hogere sociale klassen. Lemlich zette de strijd verder bij de Women's Trade Union League.
In 1913 huwde ze en later kreeg ze drie kinderen. Lemlich werd lid van de Communistische Partij en begon zich in te zetten voor consumentenrechten, een idee dat tot dan weinig aanhang had in de partij. Samen met Kate Gitlow trachtte Lemlich een vakbond voor huisvrouwen op poten te zetten. In 1929 lanceerde Lemlich de United Council of Working Class Women (UCWCW), dat aanleunde bij de Communistische Partij maar er niet officieel mee geaffilieerd was. De UCWCW hield een grootschalige boycot van slagerijen als protest tegen de hoge vleesprijzen. De staking breidde uit van New York naar het hele land. Later werd de vakbond omgebouwd tot de Progressive Women's Councils en verloor ze de steun van de partij. Lemlich bleef actief in de organisatie nadat ze aansluiting had gezocht bij de International Worker's Order in de jaren 40. in 1948 en 1951 organiseerden Lemlich en de organisatie nog grotere boycots tegen hoge prijzen. Begin jaren 50 ging de organisatie uiteindelijk ten onder door de negatieve perceptie van het communisme.
Lemlich sloot zich aan bij de Emma Lazarus Federation of Jewish Women's Clubs, die geld verzamelde voor de Rode Davidsster, campagne voerden voor de ratificatie van het Genocideverdrag en tegen kernwapens en de Vietnamoorlog, en banden aanhaalden met de Sojourners for Truth and Justice, een Afro-Amerikaanse vrouwen-burgerrechtenorganisatie. Via andere organisaties streed Lemlich ook voor de rechten van huurders.
Lemlich bleef de Communistische Partij trouw en verzette zich fel tegen de veroordeling en executie van Julius en Ethel Rosenberg. Na een reis naar de Sovjet-Unie in 1951 werd ze haar Amerikaans paspoort ontnomen. Later in haar leven zou ze erkennen dat ze fout was in haar inschatting van de Sovjet-Unie.
In 1954 ging Lemlich met pensioen. Later, na het overlijden van haar tweede echtgenoot, verhuisde ze naar Californië. Ze overleed in 1982 in een rusthuis, waar ze als inwoner ervoor had gezorgd dat de werknemers een vakbond hadden.